# 達赫河
44°12′13″N 40°23′53″E / 44.203626°N 40.398017°E

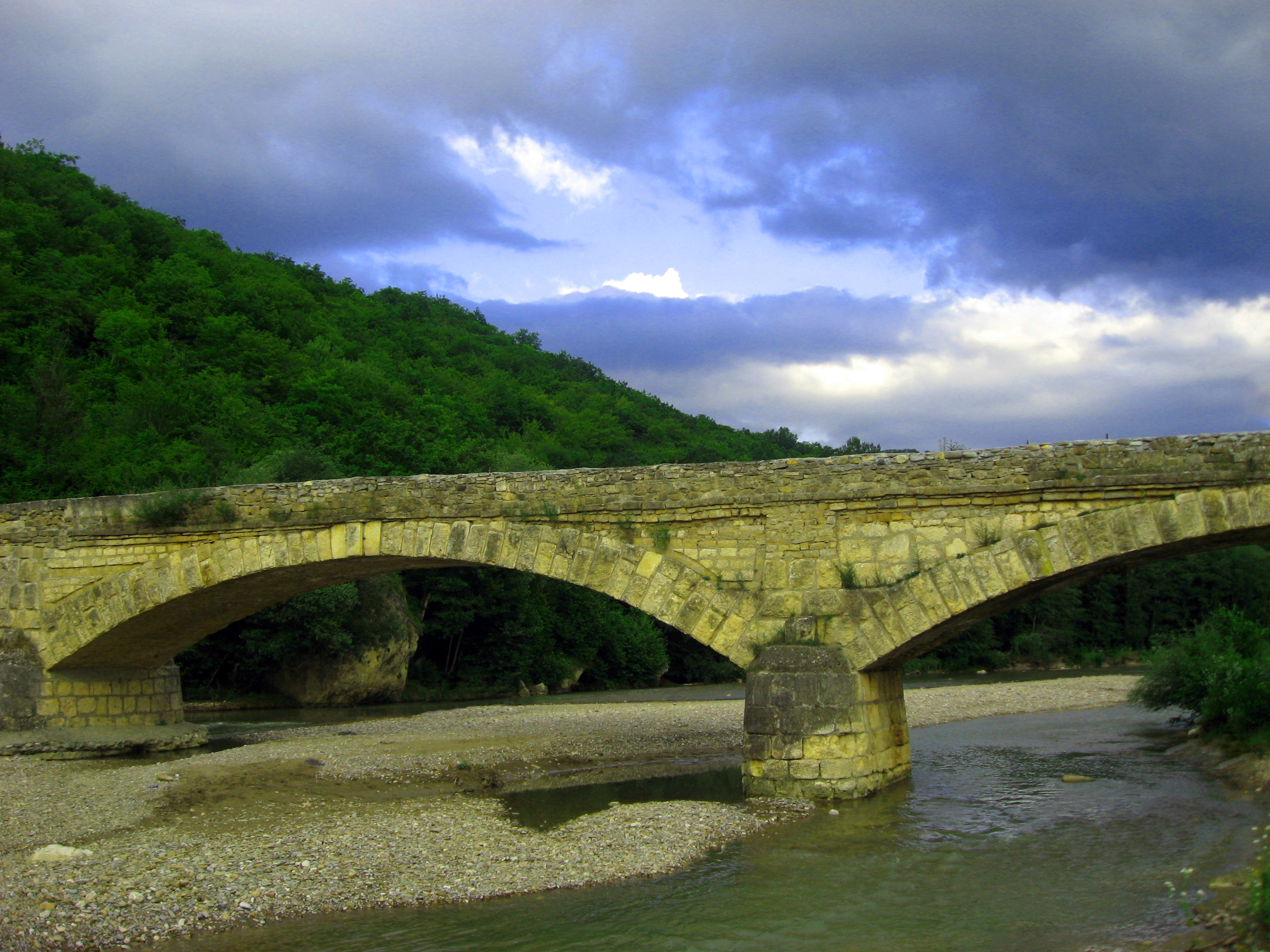

達赫河（俄语：Дах），是俄羅斯的河流，位於該國西南部阿迪格共和國和克拉斯諾達爾邊疆區，屬於別拉亞河的右支流，河道全長23公里，流域面積389平方公里。